# Sandra Arenas
Sandra Lorena Arenas Campuzano (* 17. September 1993 in Pereira) ist eine kolumbianische Geherin. 2021 feierte sie mit dem Gewinn der Silbermedaille bei den Olympischen Sommerspielen in Tokio ihren größten sportlichen Erfolg.

## Leben
Sandra Arenas stammt aus Perera im westlichen Kolumbien und lebt heute in Bogotá. Im Alter von 15 Jahren begann sie mit dem Gehen. Sie studierte Sport und Leibeserziehung an der Colombian Polytechnic Jaime Isaza Cadavid.

## Sportliche Laufbahn
Sandra Arenas sammelte 2010 erste Wettkampferfahrung im Gehen. Damals belegte sie den vierten Platz bei den Kolumbianischen U23-Meisterschaften über 10.000 Meter. Ein Jahr später belegte sie bei den Erwachsenen über 20 km den sechsten Platz. Im Juli trat sie bei den Juniorenmeisterschaften Panamerikas in den USA an und konnte über 10.000 Meter die Goldmedaille gewinnen. Einen Monat später siegte sie bei den Kolumbianischen U20-Meisterschaften, bevor sie einen weiteren Monat später in der Heimat bei den U20-Südamerikameisterschaften an den Start ging und auch dort siegreich war. 2012 absolvierte sie Anfang Juni in Spanien einen Wettkampf über 20 km in 1:32:36 h und qualifizierte sich damit für die Olympischen Sommerspiele in London. Ebenfalls in Spanien trat sie vor ihrem Start bei den Olympischen Spielen in Barcelona bei den U20-Weltmeisterschaften an und konnte mit neuer Bestzeit von 45:44,46 min die Bronzemedaille über 10.000 Meter gewinnen. Genau einen Monat später startete sie im Wettkampf über 20 km bei den Spielen in London. Bei ihrem Olympiadebüt blieb sie rund eine Minute hinter ihrer Bestzeit von Anfang Juni zurück und erreichte auf dem 30. Platz das Ziel.
2013 trat Arenas zum ersten Mal bei den Südamerikameisterschaften an, die damals in ihrem Heimatland ausgetragen wurden. Über 20.000 Meter auf der Bahn setzte sie sich in 1:37:46 h gegen die Konkurrenz durch und konnte die Goldmedaille gewinnen. Einen Monat später gab sie in Moskau auch bei den Weltmeisterschaften der Erwachsenen ihr Debüt und belegte über 20 km den 23. Platz. 2014 trat sie im März für Kolumbien bei den Südamerikaspielen in Chile an und konnte eine weitere Goldmedaille gewinnen. Ende Juni wurde sie zum ersten Mal Kolumbianische Meisterin über 20.000 Meter. Nachdem sie sich Anfang Mai in China auf eine Bestzeit von 1:30:18 h über 20 km steigerte, ging sie im November bei den Zentralamerika- und Karibikspielen in Mexiko an den Start und konnte dort die Silbermedaille gewinnen. 2015 trat Arenas im Juni erneut bei den Südamerikameisterschaften an und konnte in Lima erfolgreich ihren Titel von 2013 verteidigen. Im Juli nahm sie zum ersten Mal an den Panamerikanischen Spielen teil und verpasste in Toronto mit dem vierten Platz nur knapp den Sprung auf die Medaillenränge. Ende August trat sie erneut bei den Weltmeisterschaften an und steigerte sich, im Vergleich zu 2013, auf den 19. Platz. 2016 steigerte sie sich Anfang Mai im Rom auf 1:29:31 h und sicherte sich damit die Qualifikation für ihre zweite Teilnahme an den Olympischen Sommerspielen. Anfang August ging sie in Rio de Janeiro an den Start, erreichte diesmal als 32. das Ziel.
2017 trat Arenas im August in London zum dritten Mal bei den Weltmeisterschaften an. Mit neuer Bestzeit von 1:28:10 h absolvierte sie den Wettkampf mit der fünftschnellsten Zeit und erreichte damit ihr bis dahin bestes internationales Ergebnis. Zu Beginn der Saison 2019 absolvierte sie einige Wettkämpfe in Australien. Anfang August trat sie in Lima zum zweiten Mal bei den Panamerikanischen Spielen an und konnte nach dem vierten Platz 2015 diesmal die Goldmedaille gewinnen, nachdem sie in 1:28:03 h ihre persönliche Bestzeit aufstellte. Ende September trat sie bei den Weltmeisterschaften in Doha an und erreichte, wie schon 2017, als Fünfte das Ziel. Nachdem sie aufgrund der COVID-19-Pandemie 2020 keinen Wettkampf absolvieren konnte, bestritt sie Anfang Juni 2021 auf Teneriffa erstmals wieder einen internationalen Wettkampf und blieb dabei nur knapp hinter ihrer Bestleistung zurück. Damit war sie für die Teilnahme an ihren dritten Olympischen Sommerspielen qualifiziert, bei denen die Straßen- und Gehwettkämpfe witterungsbedingt von Tokio nach Sapporo verlegt wurden. Arenas benötigte für die 20 km 1:29:37 h und konnte damit Silbermedaille hinter der Italienerin Antonella Palmisano gewinnen, was ihren bislang größten sportlichen Erfolg darstellt. 2023 trat sie über 20 km bei den Weltmeisterschaften in Budapest an, konnte den Wettkampf allerdings nicht beenden.
2024 trat Arenas wieder bei den Olympischen Spielen an. Nachdem sie drei Jahre zuvor in Tokio die Silbermedaille gewinnen konnte, belegte sie diesmal in Paris mit neuer Bestzeit den vierten Platz über 20 km. Zudem trat sie in der Marathon-Mixed-Staffel an. In dieser erstmals bei Olympischen Spielen ausgetragenen Disziplin belegte sie mit ihrem Teampartner den 12. Platz.
Sandra Arenas gewann im Laufe ihrer Karriere bislang fünf nationale Meistertitel, zweimal über 10.000 Meter (2013, 2018) und dreimal über 20.000 Meter (2014, 2016–2017).

## Wichtige Wettbewerbe
| Jahr                  | Veranstaltung                     | Ort                   | Platz                 | Disziplin             | Zeit                  |
| Startet für Kolumbien | Startet für Kolumbien             | Startet für Kolumbien | Startet für Kolumbien | Startet für Kolumbien | Startet für Kolumbien |
| --------------------- | --------------------------------- | --------------------- | --------------------- | --------------------- | --------------------- |
| 2011                  | U20-Panamerikameisterschaften     | Miramar               | 1.                    | 10.000 m Bahngehen    | 48:15,78 min          |
| 2011                  | U20-Südamerikameisterschaften     | Medellín              | 1.                    | 10.000 m Bahngehen    | 47:22,68 min          |
| 2012                  | U20-Weltmeisterschaften           | Barcelona             | 3.                    | 10.000 m Bahngehen    | 45:44,46 min          |
| 2012                  | Olympische Sommerspiele           | London                | 30.                   | 20 km Gehen           | 1:33:21 h             |
| 2013                  | Südamerikameisterschaften         | Cartagena             | 1.                    | 20.000 m Bahngehen    | 1:37:46 h             |
| 2013                  | Weltmeisterschaften               | Moskau                | 23.                   | 20 km Gehen           | 1:32:25 h             |
| 2014                  | Südamerikaspiele                  | Santiago de Chile     | 1.                    | 20.000 m Bahngehen    | 1:31:46 h             |
| 2014                  | Zentralamerika- und Karibikspiele | Veracruz              | 2.                    | 20 km Gehen           | 1:36:29 h             |
| 2015                  | Südamerikameisterschaften         | Peru                  | 1.                    | 20.000 m Bahngehen    | 1:31:02 h             |
| 2015                  | Panamerikanische Spiele           | Toronto               | 4.                    | 20 km Gehen           | 1:32:36 h             |
| 2015                  | Weltmeisterschaften               | Peking                | 19.                   | 20 km Gehen           | 1:33:24 h             |
| 2016                  | Olympische Sommerspiele           | Rio de Janeiro        | 32.                   | 20 km Gehen           | 1:35:40 h             |
| 2017                  | Weltmeisterschaften               | London                | 5.                    | 20 km Gehen           | 1:28:10 h             |
| 2019                  | Panamerikanische Spiele           | Lima                  | 1.                    | 20 km Gehen           | 1:32:36 h             |
| 2019                  | Weltmeisterschaften               | Doha                  | 5.                    | 20 km Gehen           | 1:34:16 h             |
| 2021                  | Olympische Sommerspiele           | Tokio                 | 2.                    | 20 km Gehen           | 1:29:37 h             |
| 2023                  | Weltmeisterschaften               | Budapest              |                       | 20 km Gehen           | DNF                   |
| 2024                  | Olympische Sommerspiele           | Paris                 | 4.                    | 20 km Gehen           | 1:27:03 h             |
| 2024                  | Olympische Sommerspiele           | Paris                 | 12.                   | Marathon Gehen        | 2:57:54 h             |

## Persönliche Bestleistungen
- 10.000-m-Bahngehen: 42:02,99 min, 25. August 2018, Trujillo, (Südamerikarekord)
- 10-km-Gehen: 43:16 min, 25. September 2017, Suzhou, (kolumbianischer Rekord)
- 20-km-Gehen: 1:27:03 h, 1. August 2024, Paris, (kolumbianischer Rekord)
- 35-km-Gehen: 3:00:58 h, 25. Oktober 2023, Armenia